# کالیچه لیگوره
کالیچه لیگوره (به ایتالیایی: Calice Ligure) یک کومونه در ایتالیا است که در استان ساونا واقع شده‌است.

## خصوصیات
کالیچه لیگوره ۱۹٫۴ کیلومترمربع مساحت و ۱٬۴۹۶ نفر جمعیت دارد.